# Lemur (Rapper)
Lemur, bürgerlich Benjamin „Benny“ Stottmeister (* 1981 in Wolfsburg), ist ein deutscher Rapper aus Niedersachsen. Von Februar 2007 bis April 2014 war er Teil des Rapduos Herr von Grau. Nach der Trennung von seinem Bandpartner Stefan Kraatz gründete der Wahlberliner 2015 sein Soloprojekt „Lemur“ und war fortan komplett allein für die Beats, Texte und das Management verantwortlich.

## Biografie
Benjamin Stottmeister begann mit zwölf Jahren zu rappen. Mit 19 Jahren begann er auch mit dem Produzieren von Beats. Neben Rapbeats macht er auch Rhythmen elektronischer Tanzmusik. Nach einiger Zeit als Solokünstler wurde er Mitglied der Rapformation Feegefeuer.de. Später war er Teil des Elektro-Rap-Liveacts Der Aksel des Bösen. Im Februar 2007 gründete er mit dem Musiker Kraatz das Rapduo Herr von Grau, von dem er sich im April 2014 trennte, um seine eigenen Wege zu gehen.
Mit Geräusche erschien am 30. Januar 2015 Lemurs erstes Soloalbum beim Dresdner Label Kreismusik, unter dem sich zum Beispiel auch die Musiker Käptn Peng, Shaban und Vögel die Erde essen befinden. Am 28. Oktober 2016 veröffentlichten Lemur und der Rapper Marten McFly ihre gemeinsame EP Provisorium, die bei Fans beider großen Anklang fand und weitere Projekte und gemeinsame Auftritte nach sich zog. Kurze Zeit später, am 11. November 2016, erschien der Track Identitetris der neugegründeten Band Pavlidis (gegründet von den Ohrbooten-Mitgliedern Ben Pavlidis und Matze und Beatmaster Shaban), auf dem auch Benny zusammen mit Käptn Peng als Feature vertreten ist.
Zwei Jahre nach seinem ersten Soloalbum Geräusche, am 27. Januar 2017, erschien Lemurs Album Die Rache der Tiere. Dieses besteht aus zwölf Liedern, in denen der Rapper mit der Menschheit, dem Musikgeschäft, alten Geschäftspartnern und der Heimatstadt abrechnet. Mit Feature-Auftritten dabei sind Marten McFly, Nazz und FairS.

## Diskografie
Alben:
- 2015: Geräusche (Kreismusik)
- 2017: Die Rache der Tiere (Kreismusik)

EPs:
- 2016: Provisorium (EP) mit Marten McFly
- 2018: Die Herrschaft der Kakerlaken (Kreismusik)

Sonstige:
- 2016: Feat. für Pavlidis-Track Identitetris (mit Käptn Peng)